# ライマン・フランク・ボーム

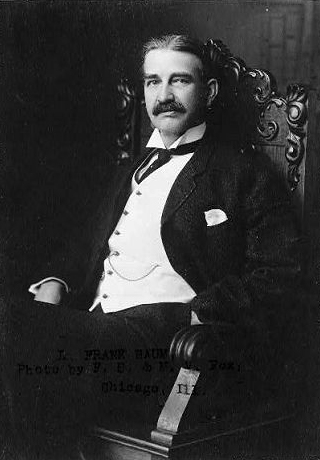
ライマン・フランク・ボーム

ライマン・フランク・ボーム（Lyman Frank Baum、1856年5月15日 - 1919年5月6日）は、アメリカ合衆国の児童文学作家、ファンタジー作家。バウム、バーム等の表記も見られる。
60編以上の童話、児童文学作品を執筆しており、特に『オズの魔法使い』をはじめとする「オズ」シリーズの作者として有名。エディス・ヴァン・ダイン（Edith Van Dyne）、ローラ・バンクロフト（Laura Bancroft）など、女性名義を含む多くのペンネームでも活動した。 戯曲家、俳優、自主映画制作者としての活動歴もある。

## 前半生
ボームはニューヨーク州チッテナンゴ村（Chittenango）でメソジスト派の家庭に9人兄弟の7番目として生まれた。父ベンジャミンはドイツ系アメリカ人、母シンシアはスコットランド系であった。「ライマン」の名は父方のおじに因むが、ボームはこのファーストネームを嫌っておりミドルネームの「フランク」を常用した。
父はペンシルベニア州の油田で財を築いた人であったため、ボームは裕福な環境で育った（家には例えばバラ園があった）。家庭で教育を受けた後、12歳でピークスキル士官学校に送られる。両親は病弱な子供であった彼を鍛え上げようと意図したのである。2年間の不幸な生活の後、彼は帰宅を許された。ボームの息子で伝記作家のフランク・ジョスリン・ボームは、父の伝記To Please a Child（子供を喜ばせるために）の記述で、彼の退学は心臓病によるものだと主張した。
ボームはごく若い頃から創作に取り組んでいた。父は彼に簡易的な印刷機を買い与えており、彼と弟ヘンリーはそれを使ってThe Rose Lawn Home Journal（バラ屋敷通信）という新聞を発行した。これは広告も入った本格的なもので、数号は続いた。17歳になるまでには、ボームは2番目のアマチュア誌The Stamp Collector（切手収集家）を創刊した。
20歳のころボームは新しい事業を始めた。養鶏である（当時、高級鶏が国内で流行していた）。彼はハンバーグ種（Hamburg）を専門に扱った。1880年に彼は月刊誌The Poultry Record（養鶏通信）を創刊し、1886年（30歳）には最初の本であるThe Book of the Hamburgs: A Brief Treatise upon the Mating, Rearing, and Management of the Different Varieties of Hamburgs（ハンバーグ種読本 - 交配・飼育その他に関する概論）を出版した。

## 演劇への傾倒
同時に、ボームは演劇にも傾倒し、興行的な失敗によって幾度となく破産寸前に陥った。ボームの最初の失敗は、地方の演劇会社が彼に役を与える空約束の元に衣装類を詐取したことである。業界に幻滅したボームは（一時的に）演劇から離れ、義理の兄弟がシラキュースで経営する衣料品会社で事務員となった。ある時、彼は別の事務員が密室で自殺しているのに遭遇した。この事件は彼が後に文学誌The White Elephantに寄稿した密室ものの小説The Suicide of Kiarosに反映されている。
ボームが舞台から離れていることに耐え切れたのは、そう長い期間ではなかった。彼は再び役者の仕事に戻り、ルイス・F・ボーム（Louis F. Baum）やジョージ・ブルックス（George Brooks）の芸名で活動した。
1880年、父が彼のためにニューヨーク州リッチバーグ（Richburg）に劇場を建ててくれた。ボームは脚本家の地位に就き、役者をやってくれる仲間を集めた。ウィリアム・ブラックの小説A Princess of Thule（テューレの王女）をベースにした歌付きのメロドラマ、The Maid of Arran（アランの乙女）はある程度の成功を見た。ボームは脚本を書くだけではなく、劇のための作曲を行ない（彼の劇は物語に歌が付属した、ミュージカルの走りというべき物であった）、さらには舞台で主役を演じた。おばのキャサリン・グレイ（Katharine Gray）がボームの役のおばの役を演じることもあった。彼女はシラキュース雄弁術学校の創立者であり、ボームはおばの学校に対して演劇、脚本、演出、翻訳（フランス語、ドイツ語、イタリア語）、校閲、オペレッタの技術を無償で提供した。1882年11月9日、ボームは婦人参政権論者として著名なマティルダ・ジョスリン・ゲージの娘モード・ゲージ（Maud Gage）と結婚した。ボームが「アランの乙女」の巡業で留守にしている間、別の劇をやっていたリッチバーグの劇場が火事になり、建物のみならずボームの脚本の多くも焼失した。

## サウスダコタ時代
1888年、ボームと妻はダコタ準州の（現サウスダコタ州の）アバーディーンに移った。そこで彼は「ボームの雑貨屋」（"Baum's Bazaar"）という店を開いた。品物を安易にツケで手放してしまう彼の悪癖により、店は結果的に破産に追い込まれた。そのためボームは地方の新聞The Aberdeen Saturday Pioneer（アバディーン・サタデイ・パイオニア）の編集に転じ、同誌には"Our Landlady"（我らの女地主）というコラムも寄稿した。『オズの魔法使い』におけるカンザス州の描写は、乾燥し切ったサウスダコタでの経験に基づいている。この時期、義母のマティルダ・ジョスリン・ゲージがボームの家に同居していた。サウスダコタ時代、ボームはあるカルテットに所属して歌をやっていたが、その仲間のうち一人に後年アメリカポピュリスト党の初代議員となるジェイムズ・コイル（James Kyle）がいた。

## 作家になる

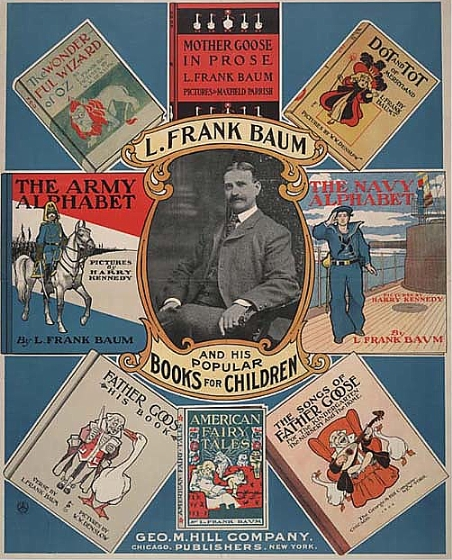
ボームの"Popular Books For Children"を宣伝するポスター（1901年）

新聞が1891年に潰れると、彼と妻と4人の息子はシカゴに移った。ボームは「イヴニング・ポスト」の記者の仕事を見つけた。彼は旅回りのセールスマンとしても働かなくてはならなかった。
1897年、ボームは"Mother Goose in Prose"（散文のマザー・グース）を刊行した。これはマザー・グースの韻文を散文の小説に直した短編集で、挿絵はマックスフィールド・パリッシュであった。本作はそこそこの成功を収め、ボームはセールスマンをやめることが可能となった。1899年にはイラストレーターW・W・デンスロウ（William Wallace Denslow）と組んで、ナンセンス詩集Father Goose, His Book（ファーザー・グース、彼の本）を発表した。この本は成功した。その年の児童書としてはベストセラーになったのである。

### 『オズの素晴らしい魔法使い』

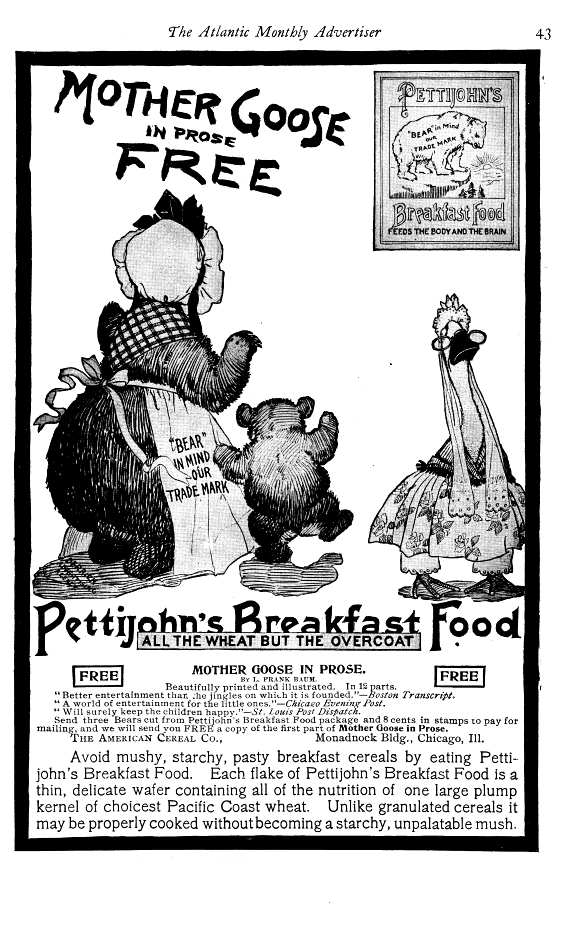
ボームとデンスロウのマザー・グース（朝食用シリアルに付属した無料体験版）

1900年、ボームとデンスロウ（著作権は共有だった）は『オズの素晴らしい魔法使い（日本語タイトルは通常『オズの魔法使い』）』（The Wonderful Wizard of Oz）を刊行し、批評家からは絶賛を浴び、商業的にも成功を収めた。この本は2年間にわたり児童書のベストセラーの地位に君臨し続けた。その後ボームはオズの国や住人を扱った続編を13作も書くことになる。

### フレッド・R・ハムリンのミュージカル狂想劇『オズの魔法使い』

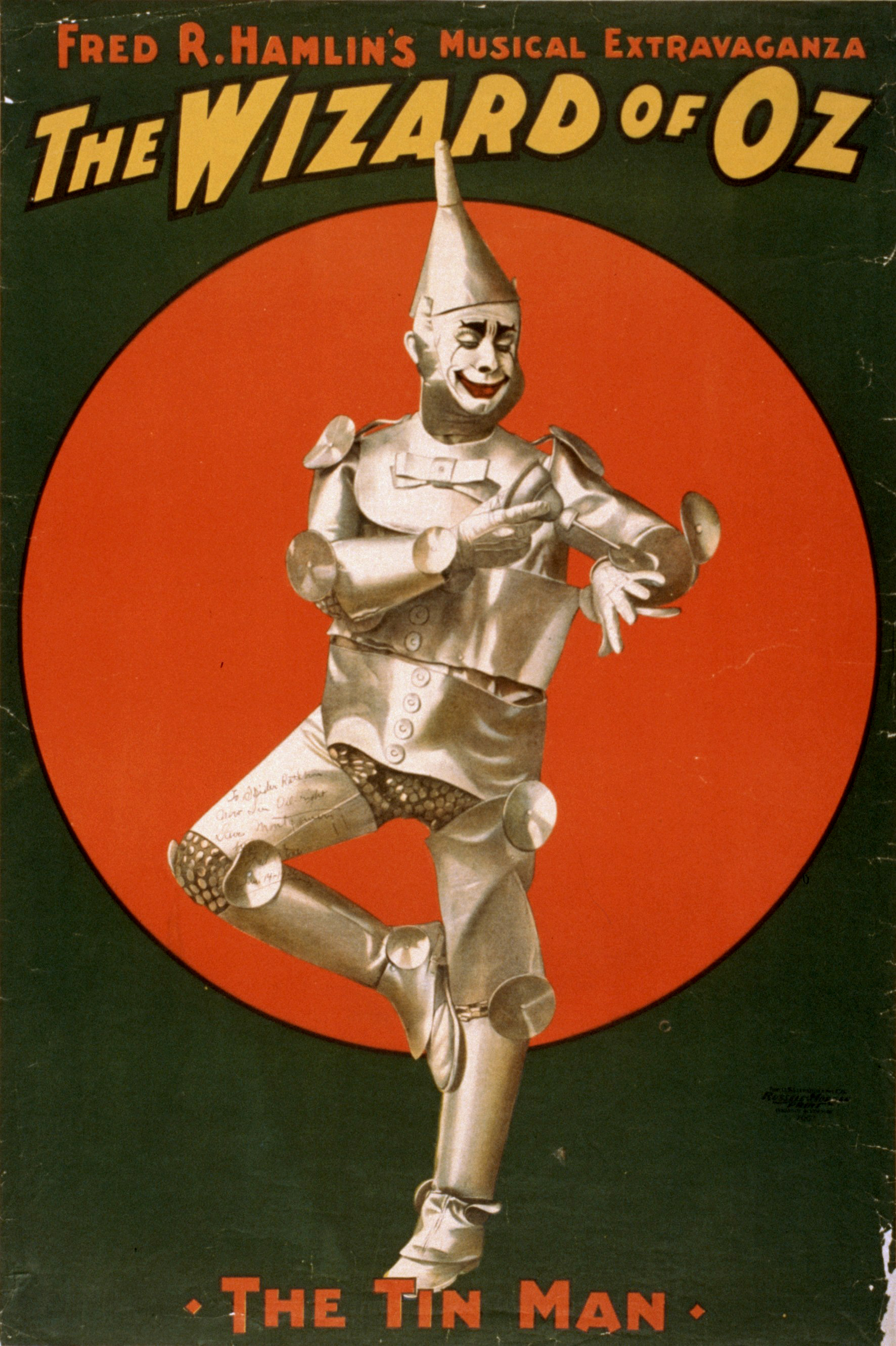
ハムリン版ミュージカルを宣伝する1903年のポスター（モンゴメリー演じるブリキの木樵り）

『オズの素晴らしい魔法使い』出版の2年後、ボームとデンスロウはポール・ティーティエンス（Paul Tietjens）を作曲家、ジュリアン・ミッチェル（Julian Mitchell）を監督に迎え、フレッド・R・ハムリン（Fred R. Hamlin）の脚本の下に同作をミュージカル化した。役者には、ブリキの木樵り役としてデイヴィッド・C・モンゴメリー（David C. Montgomery）、かかし役としてフレッド・ストーン（Fred Stone）を起用した。これは1902年にシカゴで初演され、1911年まで成功裏にアメリカ国内を巡業した。（→en:The Wizard of Oz (1902 stage play)）
ミュージカル版の成功以降、原作の題名もミュージカル版に合わせてThe Wonderful Wizard of Oz（オズの素晴らしい魔法使い）からThe Wizard of Oz（オズの魔法使い）に縮められるのが一般的になった。その傾向は1939年のハリウッド映画版（The Wizard of Oz：『オズの魔法使』）によって更に顕著になり、現在に至っている。
ボームはシリーズ第2作『オズの虹の国』（The Marvelous Land of Oz）もミュージカル化すべく脚本The Woggle-Bug（ウォグルバグ教授）を書いた。しかし『オズの魔法使い』に出演中であったモンゴメリーとストーンが続編への出演を拒否したため、この作品には木樵りとかかしが登場しないことになり、大失敗となった。ボームはシリーズ第5作『オズのつぎはぎ娘』（The Patchwork Girl of Oz）も舞台化したが、映画化の実現には失敗した。

## 晩年と著作
『オズの魔法使い』が小説・舞台の両面で大成功したことを受けて、ボームとデンスロウは柳の下の3匹目のドジョウを狙い、1901年にDot and Tot of Merryland（陽気な国のドットとトット）を発表した。この本はボーム屈指の駄作で、その失敗はボームとデンスロウの気まずい関係を更に悪化させた。彼らが組んで仕事をしたのはこれが最後となった。1904年以降のファンタジー作品ではジョン・R・ニール（John R. Neil）がイラストを担当するようになった。ただし彼らが顔を合わせたことはほんの数回しかない。またボームはニールの画風にユーモラスな雰囲気が足りないと感じることがしばしばであったし、ニールが勝手に"The Oz Toy Book: Cut-outs for the Kiddies"（お子様のための切り抜くオズ絵本）を出版した時には特に不快感を露にした。
オズ・シリーズを書き続けている間、ボームは何度もその巻を最終巻にして別のシリーズ（『サンタクロースの冒険』やQueen Zixi of Ix（イックスのジクシー女王）など）に集中したいと訴えた。しかし一般読者からの要求、子供たちからの手紙、そして新作の失敗に打ちのめされて毎回オズ・シリーズに戻るのが常であった。とは言っても彼のオズ以外の作品がその死後に忘れ去られたわけでもない。The Master Key（マスター・キー）という長編は1920年にSt. Nicholas Magazine（セント・ニコラス・マガジン）が行なった「お気に入りの本」調査で、良い成績を見せている。
演劇に懸ける終生の愛情のために、彼はしばしば凝ったミュージカルに対して資金を出し、そして失敗した。ボームに最悪の赤字をもたらしたのは1908年の"The Fairylogue and Radio-Plays"（妖精譚とラジオ劇）である。これは幻灯と生身の役者を組み合わせた先駆的な見世物であったが、借金で首が回らなくなったボームは初期作品（『オズの魔法使い』を含む）の著作権を売却する羽目に陥った。その結果、初期作の低品質版が出回ることになり、ボームの名声は下落し、その新作までが売れなくなった。ボームは蔵書、タイプライター、など手放せる財産を徐々に放出して行き、最後には無一物となった。
ボームによるオズ・シリーズの最終巻『オズのグリンダ』（Glinda of Oz）は彼の死後である1920年に刊行されたが、シリーズは長い間別の作家たちによって書き続けられた。その代表ルース・プラムリー・トンプソン（Ruth Plumly Thompson）は19冊を書いた。
ボームはオズ以外の作品を発表する際には変名を使用した。以下のようなものがある。
- エディス・ヴァン・ダイン（Edith Van Dyne） - the Aunt Jane's Nieces series（「ジェーンおばさんの姪たち」シリーズ）
- ローラ・バンクロフト（Laura Bancroft） - The Twinkle Tales（きらめく物語集）、Policeman Bluejay（刑事アオカケス）
- スザンヌ・メトカーフ（Suzanne Metcalf） - Annabel（アナベル）
- シューイラー・ストーントン（Schuyler Staunton） - The Fate of a Crown（王冠の運命）、Daughters of Destiny（宿命の娘たち）
- ジョン・エスティス・クック（John Estes Cooke） - Tamawaca Folks（タマワカ族の人々）
- ヒュー・フィッツジェラルド大尉（Capt. Hugh Fitzgerald） - the Sam Steele series（「サム・スティール」シリーズ）
- フロイド・エイカーズ（Floyd Akers） -  the Sam Steele series（「サム・スティール」シリーズ）の続編、および the Boy Fortune Hunters series（「少年フォーチューン・ハンターズ」シリーズ）
- 匿名 - The Last Egyptian: A Romance of the Nile.（最後のエジプト人：ナイル河のロマンス）

ボームはその後も演劇界での仕事を続けた。『オズのオズマ姫』（シリーズ第3作）および『オズのチクタク』（シリーズ第8作）を基にした劇Tik-Tok Man of Oz（オズのチクタク男）はハリウッドでそれなりの成功を収めた。
1914年、ハリウッドに移った彼は、自作を映画化するための会社The Oz Film Manufacturing Company（オズ映画制作会社）を起業した。彼は自ら会長、プロデューサー、脚本家を務めた。この時期に彼が使ったキャストの中には無名時代のハロルド・ロイドがいた。
1919年5月5日、ボームは脳卒中で倒れた。彼は翌日（63歳の誕生日の9日前）、静かに息を引き取った。末期の言葉は、昏睡に陥りながらの"Now we can cross the Shifting Sands."（これで Shifting Sands（移りゆく砂）を渡ることができる。）であった。 彼はカリフォルニア州グレンデールにあるフォーレスト・ローン記念公園（Forest Lawn Memorial Park）に埋葬された。

## 日本語訳された著作リスト
- 『魔法がいっぱい!』The Magical Monarch of Mo （1903年）
- 『サンタクロースの冒険』（改版タイトル：『少年サンタの大冒険!』）The Life and Adventures of Santa Claus （1902年）
- 「オズ」シリーズ（※以下の日本語タイトルは、ハヤカワ文庫NV版のもの）
  1. 『オズの魔法使い』The Wonderful Wizard of Oz （1900年）
  2. 『オズの虹の国』The Marvelous Land of Oz （1904年）
  3. 『オズのオズマ姫』Ozma of Oz （1907年）
  4. 『オズの不思議な地下の国』Dorothy and the Wizard in Oz （1908年）
  5. 『オズへつづく道』The Road to Oz （1909年）
  6. 『オズのエメラルドの都』The Emerald City of Oz （1910年）
  7. 『オズのつぎはぎ娘』The Patchwork Girl of Oz （1913年）
  8. 『オズのチクタク』Tik-Tak of Oz （1914年）
  9. 『オズのかかし』The Scarecrow Of Oz （1915年）
  10. 『オズのリンキティンク』Rinkitink in Oz （1916年）
  11. 『オズの消えたプリンセス』The Lost Princess of Oz （1917年）
  12. 『オズのブリキの木樵り』The Tin Woodman of Oz （1918年）
  13. 『オズの魔法くらべ』The Magic of Oz （1919年）
  14. 『オズのグリンダ』Glinda of Oz （1920年）